# Epicypta flavimaculata
Epicypta flavimaculata är en tvåvingeart som beskrevs av Loïc Matile 1979. Epicypta flavimaculata ingår i släktet Epicypta och familjen svampmyggor. Inga underarter finns listade i Catalogue of Life.